# Melissa Barbieri
Melissa Anne Barbieri (* 20. Januar 1980 in Melbourne, Victoria, Australien) ist eine australische Fußballnationalspielerin auf der Position des Torwarts.

## Werdegang
Barbieri begann mit dem Fußballspielen mit 14 Jahren als Feldspielerin auf der linken Seite. 2002 erlitt sie eine Rückenverletzung, die beinahe ihr Karriereende bedeutet hätte, wenn sie nicht ins Tor gewechselt wäre. Dort wurde sie schnell zur Nummer eins in der australischen Nationalmannschaft für die sie seit 2002 spielt. 2006 wurde sie die erste weibliche Spielerin, die bei den Richmond Eagles FC an einem Wettbewerb für Männer teilnahm.
2003 gewann sie mit Australien die Ozeanienmeisterschaft und WM-Qualifikation. 2003 (als Ersatztorhüterin mit einem Einsatz) und 2007 nahm sie mit Australien an den WM-Turnieren in den USA und China teil, wo sie in der Vorrunde bzw. im Viertelfinale ausschied.
2004 stand sie im Kader für die Olympischen Spiele in Athen, wurde aber nicht eingesetzt. 2008 konnte sich Australien nicht für die Olympischen Spiele qualifizieren.
Als Cheryl Salisbury Ende 2009 ihre Karriere beendete, wurde sie im Februar 2010 Mannschaftskapitänin der Matildas.
Nachdem sie mit Australien 2006 Zweiter bei der Asienmeisterschaft wurde, reichte es 2010 zum ersten Titelgewinn. Damit qualifizierte sich Australien gleichzeitig für die Fußball-Weltmeisterschaft der Frauen 2011 in Deutschland. Sie gehörte zum Kader für die WM in Deutschland. Im ersten Vorrundenspiel gegen Brasilien kam sie zum Einsatz, wurde dann im zweiten Spiel aber nicht berücksichtigt. Im entscheidenden dritten Spiel gegen Norwegen stand sie wieder im Tor und erreichte mit ihrer Mannschaft durch ein 2:1 das Viertelfinale, in dem sie gegen Schweden ausschied. Für die Fußball-Asienmeisterschaft der Frauen 2014, bei der Australien den Titel nicht verteidigen konnte, wurde sie nicht nominiert.  Am 12. Mai 2015 wurde sie aber für den australischen WM-Kader 2015 nominiert. Mit einer Körpergröße von nur 1,68 m ist sie die kleinste der drei Torhüterinnen im Kader.

## Privates
Am 20. Januar 2013 wurde sie Mutter einer Tochter.

## Erfolge
- Ozeanienmeister 2003
- Asienmeister 2010

## Auszeichnungen
- 2013: Aufnahme ins Team des Jahrzehnts 2000–2013[7]